# Carlos Arvelo
Carlos Arvelo is een gemeente in de Venezolaanse staat Carabobo. De gemeente telt 163.000 inwoners. De hoofdplaats is Güigüe.